# This Side
This Side é o quarto álbum de estúdio da banda Nickel Creek, lançado a 13 de Agosto de 2002.
A banda ganhou uma maior notoriedade no panorama indie rock, devido à faixa gravada da banda Pavement, "Spit on a Stranger".
A banda ganhou o seu primeiro Grammy Award na cateoria "Best Contemporary Folk Album".

## Faixas
1. "Smoothie Song" (instrumental) (Chris Thile) - 3:20
2. "Spit on a Stranger" (Stephen Malkmus) – 2:34
3. "Speak" (Sean Watkins) - 4:01
4. "Hanging by a Thread" (Gordon Kennedy, Wayne Kirkpatrick) - 4:06
5. "I Should've Known Better" (Carrie Newcomer) – 4:27
6. "This Side" (Watkins) – 3:33
7. "Green and Gray" (Thile) – 3:36
8. "Seven Wonders" (Watkins, David Puckett) - 4:10
9. "House Carpenter" (Tradicional; versão de "The Daemon Lover") – 5:30
10. "Beauty and the Mess" (Thile, Luke Bulla) - 2:52
11. "Sabra Girl" (Andy Irvine) – 4:04
12. "Young" (Thile) - 3:29
13. "Brand New Sidewalk" (Thile) - 4:16

## Tabelas
| Tabela                                 | Posição | Certificação |
| -------------------------------------- | ------- | ------------ |
| Billboard 200 (EUA)                    | 18      | Ouro         |
| Billboard Top Country Albums (EUA)     | 2       | Ouro         |
| Billboard Top Internet Albums (EUA)    | 18      | Ouro         |
| Billboard Top Independent Albums (EUA) | 1       | Ouro         |
| Billboard Top Bluegrass Albums (EUA)   | 1       | Ouro         |

## Créditos
- Chris Thile - bandolim, guitarra, vocals
- Sara Watkins - Violino, guitarra, vocal
- Sean Watkins - Guitarra, vocal